# Kanton Lubersac
Lubersac is een voormalig kanton van het Franse departement Corrèze. Het kanton maakte deel uit van het arrondissement Brive-la-Gaillarde. Het werd opgeheven bij decreet van 24 februari 2014, met uitwerking op 22 maart 2015. Alle gemeenten werden toegevoegd aan het kanton Uzerche.

## Gemeenten
Het kanton Lubersac omvatte de volgende gemeenten:
- Arnac-Pompadour
- Benayes
- Beyssac
- Beyssenac
- Lubersac (hoofdplaats)
- Montgibaud
- Saint-Éloy-les-Tuileries
- Saint-Julien-le-Vendômois
- Saint-Martin-Sepert
- Saint-Pardoux-Corbier
- Saint-Sornin-Lavolps
- Ségur-le-Château